# Neue Rottweiler Zeitung

Logo

Die Neue Rottweiler Zeitung (NRWZ) ist eine unabhängige lokale Zeitung aus Rottweil. Sie erscheint seit dem 27. November 2004 und besteht aus der Online-Ausgabe (www.nrwz.de) und der „NRWZ zum Wochenende“, eine an alle Haushalte verteilte Gratiszeitung. Die gedruckte Auflage beträgt
36.500 Exemplare (2016) und erreicht nahezu jeden Haushalt in Rottweil, Schramberg
und Umgebung.
Die NRWZ wurde ins Leben gerufen, nachdem Leser sowie freie Mitarbeiter der Schwäbischen Zeitung im Frühjahr 2004 gegen die Schließung der Lokalausgaben Rottweil und Schramberg protestierten. Es wurde daraufhin ein Verein mit dem Ziel gegründet, in Rottweil wieder eine zweite Tageszeitung neben dem Schwarzwälder Boten zu etablieren. Dieser Verein trägt die Online-Ausgabe der NRWZ.
Im Herbst 2004 wurde dann der NRWZ-Verlag gegründet, an dem auch der Verein beteiligt ist. Seit Ende November 2004 wird die NRWZ zum Wochenende herausgegeben. Geschäftsführer des Verlages ist Peter Arnegger. Verteilungsgebiet sind neben den Städten Rottweil und Schramberg auch die umliegenden Gemeinden. 
Aufgrund der Corona-Pandemie und der damit verbundenen Rückgänge der Anzeigen wurde die Print-Ausgabe im März 2020 vorläufig eingestellt.